# Agrostaleyrodes arcanus
Agrostaleyrodes arcanus là một loài côn trùng cánh nửa trong họ Aleyrodidae, phân họ Aleyrodinae.
Agrostaleyrodes arcanus được Ko in Ko, Chou & Wu miêu tả khoa học đầu tiên năm 2001.